# Echinopsis cerdana
Echinopsis cerdana ist eine Pflanzenart aus der Gattung Echinopsis in der Familie der Kakteengewächse (Cactaceae). Das Artepitheton cerdana verweist auf das Vorkommen der Art bei Cerda im bolivianischen Departamento Potosí.

## Beschreibung
Echinopsis cerdana wächst einzeln. Die (niedergedrückt) kugelförmigen, graugrünen Triebe erreichen bei Durchmessern von 10 bis 20 Zentimetern Wuchshöhen von 8 bis 10 Zentimeter. Es sind elf bis 16 scharfkantige Rippen vorhanden, die gekerbt sind. Die darauf befindlichen weißen Areolen stehen 2,5 bis 3 Zentimeter voneinander entfernt. Die aus ihnen entspringenden kräftigen, pfriemlichen Dornen sind grau und besitzen eine dunklere Spitze. Der einzelne Mitteldorn ist 3 bis 6 Zentimeter lang. Die acht bis zwölf Randdornen weisen eine Länge von 1 bis 3 Zentimeter auf.
Die trichterförmigen bis röhrenförmigen, weißen Blüten erscheinen seitlich an den Trieben und öffnen sich in der Nacht. Sie werden bis zu 14 Zentimeter lang.

## Verbreitung und Systematik
Echinopsis cerdana ist im bolivianischen Departamento Potosí in Höhenlagen von etwa 3600 Metern verbreitet.
Die Erstbeschreibung durch Martín Cárdenas wurde 1959 veröffentlicht. Ein nomenklatorisches Synonym ist Lobivia ferox f. cerdana (Cárdenas) J.Ullmann.
Friedrich Ritter stellte 1980 in seinem Buch Kakteen in Südamerika die Art in die Synonymie  von Echinopsis ferox. Martin Lowry behandelte Echinopsis cerdana 2002 als Synonym von Echinopsis ferox subsp. potosina.

## Nachweise